# Motel II: Pierwsze cięcie
Motel II: Pierwsze cięcie (tytuł oryg. Vacancy 2: The First Cut) – amerykański film fabularny (horror) z 2009 roku, prequel dreszczowca Nimróda Antala pt. Motel (2007). Film wyreżyserował Eric Bross, twórca specyficznego thrillera Lepiej niż w książce (1999), a scenariusz do niego napisał Mark L. Smith – także autor skryptu do pierwowzoru.
Projekt wydano z przeznaczeniem użytku domowego.

## Zarys fabuły
Trójka nastolatków – para kochanków i ich przyjaciel – trafia do odludnego motelu. Tam też padają ofiarą terroru ze strony psychopatycznych właścicieli placówki, którzy zabijają jednego z nich, Caleba. Dziewczyna Caleba, Jessica, oraz Tanner rozpoczynają nierówną walkę o przetrwanie.

## Obsada
- Agnes Bruckner – Jessica
- Arjay Smith – Tanner
- Trevor Wright – Caleb
- David Moscow – Mason
- Beau Billingslea – Otis
- Brian Klugman – Reece
- Scott G. Anderson – zabójca
- Gwendoline Yeo – Panna Młoda